# 三中老
三中老是豐臣秀吉政權的一個職稱，可以參與政事。主要是仲裁五大老和五奉行之間糾紛。成員有中村一氏（駿河府中14萬石）、生駒親正（讚岐高松17萬石）及堀尾吉晴（遠江濱松12萬石）。但是實際的機能不明，可能是臨時職位。